# Vengeance and the Woman
Vengeance and the Woman é um seriado estadunidense de 1917, em 15 capítulos, categoria ação, estrelado por William Duncan, Carol Holloway e George Holt, e dirigido por William Duncan e Laurence Trimble. Estreou nos Estados Unidos em 24 de dezembro de 1917, sendo veiculado dessa data até 1 de abril de 1918.
Este seriado é considerado perdido.

## Elenco
- William Duncan	 ...	Henry Blake
- Carol Holloway	 ...	Bessie Blake
- George Holt	 ...	Black Jack
- Tex Allen	 ...	Red Johnson
- Vincente Howard	 ...	Comanche Pete
- Fred Burns	 ...	Jim Morgan
- Al J. Jennings	 ...	Sherife Cal Hawkins (creditado Al Jennings)
- S.E. Jennings	 ...	Cal Hawkins
- Walter Rodgers
- Natalie Warfield

## Capítulos
1. The Oath
2. Loaded Dice
3. The Unscaled Peak
4. The Signaling Cipher
5. The Plunge of Destruction
6. The Lure of Hate
7. The Wolf Trap
8. The Mountain Devastation
9. Buried Alive
10. The Leap for Life
11. The Cavern of Terror
12. The Desperate Chance
13. Sands of Doom
14. The Hand of Fate
15. The Reckoning